# Manuel Rojas (futebolista)
Manuel Rojas (13 de junho de 1954) é um ex-futebolista chileno. Ele defendeu a seleção chilena em 28 jogos (1977, 1979-1982):
- 7 Copa América de 1979;
- 5 Eliminatórias da Copa do Mundo: (1 em 1977 e 4 em 1981);
- 1 Copa do Mundo de 1982 e 
- 15 amistosos e 2 gols.

Ele jogou em 5 clubes:
- Palestino (1973-1975)
- América (1975-1977)
- Palestino (1977-1980)
- Universidad Católica (1981-1982)
- Tampa Bay Rowdies (1983)
- Chicago Sting (1984-1985)
- Chicago Sting (1985-1988)

## Títulos
Palestino
- Campeonato Chileno: 1975 e 1978

 América
- Campeonato Mexicano: 1975-76

 Chicago Sting
- Liga Norte-Americana de Futebol: 1984